# Entada entada
Entada entada là một loài thực vật có hoa trong họ Đậu. Loài này được (L.) Huth miêu tả khoa học đầu tiên năm 1893.